# 1885
1885 (MDCCCLXXXV) a fost un an obișnuit al calendarului gregorian, care a început într-o zi de joi.

## Evenimente

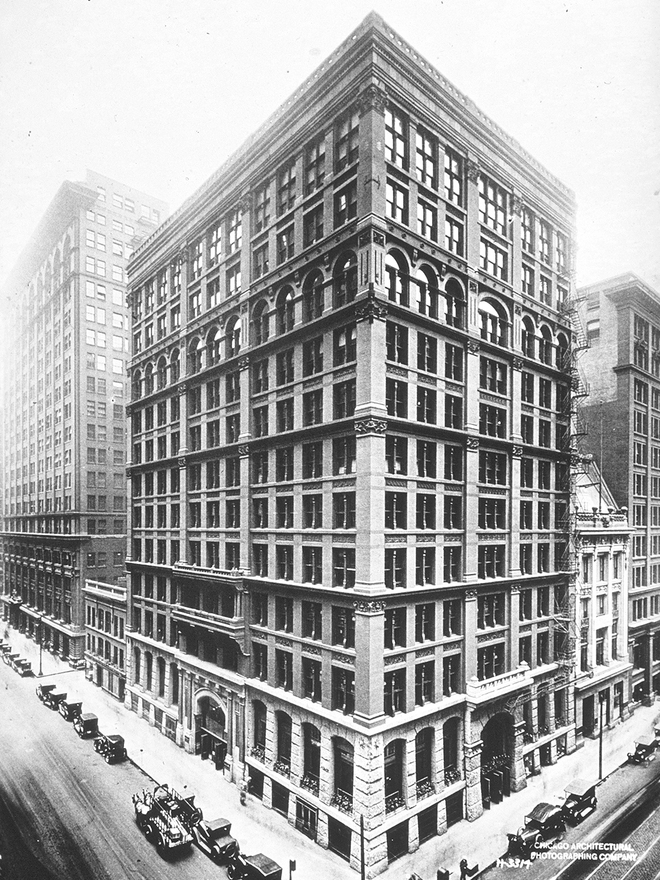
Home Insurance Building construit în 1885 la Chicago, Statele Unite.

### Nedatate
- A început al treilea război anglo-birmanez, încheiat cu victoria britanicilor.
- București: În Cotroceni începe amenajarea Grădinii Botanice, care va fi finalizată în 1890.
- Franța donează Statuia Libertății Statelor Unite ale Americii.

## Arte, științe, literatură și filozofie
- Chimistul francez, Paul Vieille, descoperă pulberea fără fum (pulberea B) pe bază de nitroceluloză.
- Émile Zola publică Germinal.
- Friedrich Nietzsche publică Also sprach Zarathustra („Așa grăit-a Zarathustra”).
- Guy de Maupassant publică Bel ami.
- Inginerul și inventatorul german, Gottlieb Daimler, construiește prima motocicletă.
- În Convorbiri literare, apare studiul Comediile d-lui Caragiale, semnat de Titu Maiorescu.
- Mark Twain publică Adventures of Huckleberry Finn.
- Premiera piesei lui Ion Luca Caragiale, D'ale Carnavalului, la Teatrul Național din București, a fost fluierată de public.
- Savantul francez, Louis Pasteur, testează cu succes vaccinul antirabic.
- Trupa de operă a Teatrului Național din București, prezintă primul spectacol în limba română, Linda de Chamonix, de Gaetano Donizetti.
- Vincent Van Gogh pictează Les mangeurs de pommes de terre.
- Camillo Golgi, împreună cu alți cercetători, descrie ciclul sexual al parazitului care provoacă malaria.
- Jacobus Henricus van 't Hoff lucrează la definitivarea formulei presiunii osmotice.[1]

## Nașteri
- 14 ianuarie: Constantin Sănătescu, general și om politic român, prim-ministru (1944), (d. 1947)
- 21 ianuarie: George Vâlsan, geograf român, membru titular al Academiei Române (d. 1935)
- 22 ianuarie: Gheorghe Demetrescu, astronom și seismolog român (d. 1969)
- 30 ianuarie: Iuliu Hossu, cardinal român (d. 1970)
- 7 februarie: Sinclair Lewis, scriitor american, laureat al Premiului Nobel (d. 1951)
- 9 februarie: Alban Berg, compozitor austriac (d. 1935)
- 12 februarie: Julius Streicher, politician german, fondatorul publicației Der Stürmer, principalul organ de propagandă antisemită nazistă din Al treilea Reich (d. 1946)
- 25 martie: Mateiu Ion Caragiale, scriitor și istoric român (d. 1936)
- 5 aprilie: Dimitrie Cuclin, compozitor și muzicolog român (d. 1978)
- 12 aprilie: Robert Delaunay, artist plastic francez (d. 1941)
- 14 aprilie: Iuliu Hațieganu, medic român, membru al Academiei Române (d. 1959)
- 8 mai: Charles Dullin, regizor de teatru, actor de teatru și film francez (d. 1949)
- 16 mai: Petru Remus Troteanu, pictor român (d. 1957)
- 26 iulie: Andre Maurois, scriitor francez (d. 1967)
- 26 august: Jules Romains (n. Louis Henri Jean Farigoules), romancier, dramaturg și poet francez (d. 1972)
- 9 septembrie: Victor Vâlcovici, matematician român, membru al Academiei Române (d. 1970)
- 11 septembrie: D. H. Lawrence (n. David Herbert Richards Lawrence), scriitor englez (d. 1930)
- 22 septembrie: Gunnar Asplund, arhitect suedez (d. 1940)
- 3 octombrie: Pál Auer, politician, scriitor, memorialist, jurnalist și diplomat maghiar (d. 1978)
- 7 octombrie: Niels Bohr (n. Niels Henrik David Bohr), fizician danez, laureat al Premiului Nobel (d. 1962)
- 11 octombrie: Francois Mauriac, scriitor francez (d. 1970)
- 16 octombrie: Mihail Sorbul (n. Mihail Smolski), scriitor român (d. 1966)
- 30 octombrie: Ezra Pound, poet american (d. 1972)
- 9 noiembrie: Theodor Kaluza,  matematician și fizician german (d. 1954)
- 11 noiembrie: George Patton, general american (d. 1945)
- 27 noiembrie: Liviu Rebreanu, dramaturg și romancier român (d. 1944)
- 9 decembrie: Daniel Ciugureanu, medic și politician român din Basarabia, prim-ministru al Republicii Democratice Moldovenești (1918), (d. 1950)

### Nedatate
- Mița Biciclista (n. Maria Mihăescu), curtezană română (d. 1968)

## Decese
- 31 martie: Franz Abt, 65 ani, compozitor și dirijor german (n. 1819)
- 7 aprilie: Carl Theodor von Siebold, 81 ani, zoolog german (n. 1804)
- 8 aprilie: C.A. Rosetti (Constantin Alexandru Rosetti), 68 ani, om politic liberal, participant la Revoluția română de la 1848, conducătorul unor importante ziare și reviste (n. 1816)
- 13 mai: Jakob Henle (n. Friedrich Gustav Jakob Henle), 75 ani, medic german de etnie evreiască (n. 1809)
- 22 mai: Victor Hugo, 83 ani, scriitor francez (n. 1802)
- 2 iunie: Prințul Karl Anton de Hohenzollern-Sigmaringen (n. Karl Anton Joachim Zephyrinus Friedrich Meinrad), 73 ani, tatăl regelui Carol I al României (n. 1811)
- 12 iulie: Mihail Cristodulo Cerchez, 46 ani, general român, participant la Războiul de Independență (n. 1839)
- 23 iulie: Ulysses Simpson Grant (n. Hiram Ulysses Grant), 63 ani, general în Războiului Civil American și cel de-al 18-lea președinte al SUA (1869-1877), (n. 1822)
- 25 noiembrie: Alfonso al XII-lea, 28 ani, rege al Spaniei (n. 1857)
- 26 noiembrie: Thomas Andrews, 71 ani, om de știință irlandez (n. 1813)
- 15 decembrie: Ferdinand al II-lea, 69 ani, rege al Portugaliei (n. 1816)